# Fundamentala attributionsfelet
Inom socialpsykologin avser det fundamentala attributionsfelet tendensen hos människor att hellre förklara en individs beteende i en viss situation med interna faktorer (individens personlighet) snarare än yttre faktorer (omständigheter i situationen). Det förklarar inte ens egna tolkningar av ens eget beteende där man lättare uppmärksammar och tänker på omständigheternas betydelse.

## Exempel
- Eva har fått reda på att en nära vän varit med om en olycka och blir nedstämd resten av dagen. På jobbet samma dag träffar hon en ny kund som ser att hon verkar reserverad och gissar att hon är en introvert typ.
- Sven har tappat en hundralapp på vägen till affären och blir sur. En ytlig bekant till Sven ser honom i affären och märker att han ser sur ut och får intrycket att han verkar vara en otrevlig person.
- Robert har vunnit flera tusen på lotto och är glad resten av dagen. Han jobbar i en butik och några nya kunder gillar hans glada sätt och tänker gå tillbaka och handla där eftersom de tror att Robert är en glad och trevlig person.

## Klassiskt experiment
I en klassisk studie från 1967 fick deltagarna läsa uppsatser för och emot Fidel Castro och bedöma hur mycket författarna sympatiserade med Castro. När de trodde att författarna valt sin uppfattning (om Castro) själva, bedömde de författare som talade för Castro vara mer vänligt inställda till Castro. När deltagarna istället fick reda på att författarnas åsikter bestämts av slantsingling, bedömde de fortfarande att de som talade för Castro var mer Castrovänliga än de som talade mot honom. Med andra ord kunde deltagarna inte förstå hur författarna påverkats av sin situation. Trots att de styrdes av slumpen trodde deltagarna att de visade genuina åsikter.